# ザイオン・ジョンソン
ザイオン・ジョンソン（Zion Johnson,1999年11月18日 - ）は、アメリカ合衆国メリーランド州ブーイ出身のプロアメリカンフットボール選手。NFLのロサンゼルス・チャージャーズに所属している。ポジションはガード。

## 経歴

### カレッジ
デイビッドソン大学で2年間プレーした後、ボストンカレッジへ転校した。
2021年シーズンはオールACCファーストチーム、オールアメリカンファーストチームに選出された。このシーズン終了後、2022年のNFLドラフトにエントリーした。

### ロサンゼルス・チャージャーズ
ドラフト全体17位でロサンゼルス・チャージャーズから指名され、その後ルーキー契約を結んだ。
2022年シーズンは全試合に出場し、NFLオールルーキーチームに選出された。
2025年5月1日、チームから5年目の契約オプションを破棄された。